# Pau-d'Arco do Piauí
Pau d'Arco do Piauí is een gemeente in de Braziliaanse deelstaat Piauí. De gemeente telt 3.903 inwoners (schatting 2009).